# Jacques Yvon
Jacques Yvon (* 26. April 1903 in Angoulême; † 28. September 1979 in Paris) war ein französischer theoretischer Physiker, der außerdem eine bedeutende Rolle in der französischen Kerntechnik spielte. Er lehrte als Professor an den Universitäten Straßburg und Paris und war von 1970 bis 1975 französischer Hochkommissar für Atomenergie.

## Leben
Yvon studierte ab 1922 an der École normale supérieure (Paris), schloss an der Universität Paris (Sorbonne) Licences in Mathematik und Physik ab und bestand 1928 die Agrégation (Staatsprüfung für das höhere Lehramt). Danach arbeitete er als Physiklehrer an Lycées in Amiens und Paris. Mit einer Arbeit über die kinetische Theorie der Flüssigkeiten wurde  er 1937 promoviert und war ab 1938 Maître de conférences (Hochschuldozent) an der Universität Straßburg. 
Die Universität wurde während der deutschen Besatzung nach Clermont-Ferrand in der vom Vichy-Regime verwalteten Südzone verlegt. 1943 erhielt Yvon den Titel eines außerordentlichen Professors. Im November desselben Jahres wurde er ins KZ Buchenwald deportiert, wo er an der unterirdischen Produktion der V2-Rakete mitarbeiten musste, später wurde er nach Hochwacht an der Ostsee verlegt. Nach Kriegsende kehrte er im Juni 1945 nach Straßburg zurück, wo er Anfang des folgenden Jahres eine Professur für theoretische Physik erhielt.
Ab 1949 arbeitete er bei der Atomenergiebehörde CEA (die er aber schon ab 1948 in Fragen der Theorie der Neutronendiffusion beriet) auf Einladung von Jules Guéron und leitete dort die theoretische Abteilung (Service de physique mathématique, sein Nachfolger war Jules Horowitz, gefolgt von Claude Bloch und Jean Bussac) und ab 1952 die Abteilung für Reaktorforschung (Département d' études de piles, DEP) als Nachfolger von Lew Kowarski und 1959 bis 1962 Direktor der Abteilung Physik und Reaktoren. 1962 bis 1973 war er Professor für theoretische Physik an der naturwissenschaftlichen Fakultät der Universität Paris.
Er war auch an der Entwicklung der französischen Atombombe beteiligt als Berater in den 1960er Jahren.
Er befasste sich vor allem mit statistischer Mechanik. 1935 führte er eine Verteilungsfunktion im N-Körper-Problem der statistischen Mechanik ein und ist deshalb einer der Urheber der BBGKY-Hierarchie von Bestimmungsgleichungen für die N-Teilchen-Verteilungsfunktion. Die anderen sind Max Born, Herbert S. Green, Nikolai Nikolajewitsch Bogoljubow und John G. Kirkwood mit Arbeiten veröffentlicht um 1946 (BBGKY steht für deren Anfangsbuchstaben). Auch in der theoretischen Reaktorphysik bemühte er sich das halb-empirische Vorgehen das bei den amerikanischen Physikern um Enrico Fermi und auch Eugene Wigner dominierte durch ein exakteres Vorgehen auf Basis der Boltzmann-Gleichung für die Neutronendiffusion zu ersetzen.
Er war einer der Pioniere der Kernenergie in Frankreich (Theorie von Kernreaktoren, Neutronenphysik), war 1970 bis 1975 Hochkommissar für Atomenergie und Mitglied der französischen Atomenergiekommission (PEON, Commission pour la Production d'Électricité d'Origine Nucléaire).
1952 erhielt er den Prix Félix Robin.

## Schriften
- Œuvre scientifique, 1985 (Hrsg. A. Decoster u. a.)
- Calcul du régime critique d'une pile cylindrique munie d'un réflecteur, Journal de Physique et le Radium, Band 12, Mai 1951
- Les corrélations et l'entropie en mécanique statistique classique, Dunod 1966
- Une méthode d'étude des corrélations dans les fluides quantiques en équilibre, Nuclear Physics, Band 4, 1957
- La diffusion macroscopique des neutrons, une méthode d'approximation, Journal of Nuclear Energy, Band 4, 1957
- La diffusion d'un projectile par un système complexe lié, Nuclear Physics, Band 5, 1958